# کلاس (نظریه مجموعه‌ها)
یک کلاس (به انگلیسی: Class) در نظریه مجموعه‌ها و کاربرد آن در ریاضیات، نوعی گردآوری مجموعه‌ها (یا گاهی دیگر اشیای ریاضیاتی) است که این گردآوری «قابلیت تعریف غیرمبهم» اعضای خود را توسط یک «ویژگی» که در بین اعضایش مشترک است، دارد. تعریف دقیق «کلاس» به بافت بنیادین بستگی دارد. در کارهای انجام شده روی نظریه مجموعه زرملو-فرانکل، مفهوم کلاس، غیرصوری است، درحالیکه در دیگر نظریه‌های مجموعه، مثل نظریه مجموعه ون‌نیومن-برنایز-گودل، مفهوم «کلاس سَره» اصل‌بندی شده است، مثلا «کلاس سره» موجودیتی است که جزئی از موجودیت دیگر نیست.
کلاسی که یک مجموعه نیست (در زبان غیررسمی به کار برده شده توسط زرملو-فرانکل) یک «کلاس سَره (به انگلیسی: proper class)» نام دارد، و یک کلاس که یک مجموعه است یک «کلاس کوچک» (به انگلیسی: small class) نام دارد. برای مثال، در خیلی از سیستم‌های صوری، کلاس همه اعداد ترتیبی و کلاس همه مجموعه‌ها، «کلاس‌های سره» هستند.
در نوشته‌های نظری-مجموعه کویین از عبارت «کلاس نهایی» به جای عبارت «کلاس سره» استفاده می‌شود، و این موضوع روی این تاکید دارد که در سیستم‌هایی که او در نظر گرفته است، کلاس‌های معینی هستند که نمی‌توانند عضو چیزی باشند، و بنابراین عبارت «نهایی» در هر زنجیره عضویتی هستند که به آن تعلق دارند.
در بیرون از نظریه مجموعه‌ها، کلمه «کلاس» گاهی به صورت مترادف با «مجموعه» به کار می‌رود. چنین استفاده‌ای به دوره تاریخی بازمی‌گردد که کلاس‌ها و مجموعه‌ها به صورتی که در اصطلاحات مدرن مجموعه-نظری تفکیک شده اند، از هم متمایز نبودند. بحث‌های زیادی درباره «کلاس» در قرن نوزدهم و قبل از آن به این موضوع به صورت «مجموعه» ارجاع داشته‌اند، یا شاید دیدگاهی داشته اند که کلاس‌های خاصی نمی‌توانند مجموعه باشند.

## مثال
مجموعه تمام ساختارهای جبری از یک نوع خاص، معمولا یک کلاس سره است. مثال‌های این زمینه، «کلاس همه گروه‌ها» است، «کلاس همه فضاهای برداری»، و خیلی موراد دیگر است. در نظریه رده‌بندی، رده‌ای که مجموعه همه اشیا است، یک کلاس سره است (مجموعه ریخت‌ها یک کلاس سره را می‌سازد) و یک رده بزرگ نام دارد.
اعداد ساریل یک کلاس سره از اشیایی‌اند که ویژگی یک میدان را دارند.
در نظریه مجموعه‌ها، خیلی از گردآوری‌های مجموعه‌ها در نهایت یک «کلاس سره» را می‌سازند. مثلا کلاس همه مجموعه‌ها، کلاس همه اعداد ترتیبی، کلاس همه اعداد اصلی و غیره.
یکی از راه‌های اثبات آنکه یک کلاس، «سره» می‌باشد آن است که آن را در تناظر یک به یک با کلاس همه اعداد ترتیبی قرار دهیم. از این روش، مثلا در اثبات اینکه هیچ مشبکه کامل آزاد با سازنده‌های سه‌تایی یا بیشتر وجود ندارد، استفاده می‌شود.